# Transtorno de personalidade esquizoide
O transtorno de personalidade esquizoide (TPE) é um transtorno de personalidade caracterizado por falta de interesse em relações sociais, tendência a um estilo de vida solitário, frieza emocional e apatia. Indivíduos afetados podem ser incapazes de formar vínculos íntimos com outros e simultaneamente possuir uma rica e elaborada, mas exclusivamente interna, atividade imaginária ou demonstrarem uma criatividade significativa.
Embora os termos sejam parecidos, o TPE não é o mesmo que esquizofrenia, apesar de a prevalência do transtorno ser maior em famílias com casos de esquizofrenia, e de ambos terem características em comum, como distanciamento e embotamento afetivo. Alguns psicólogos argumentam que a definição de TPE é inválida devido à presença de um viés cultural.
Outras características comuns incluem discursos pedantes, uma falta de satisfação motriz na maioria das atividades, sentir-se mais como "observador" em vez de um participante na vida, inaptidão de tolerar expectativas emocionais dos outros, indiferença aparente quando elogiado ou criticado, um certo grau de assexualidade, e crenças políticas ou morais idiossincráticas.

## Critérios de diagnóstico
O diagnóstico é baseado nas experiências reportadas pelo paciente, como também marcadores do transtorno observados por um profissional da saúde mental.

### Critérios do DSM-IV
A versão IV-TR do Diagnostic and Statistical Manual of Mental Disorders (DSM-IV) — o guia americano amplamente usado por médicos à procura de um diagnóstico de doenças mentais — definia o TPE como "um padrão invasivo de distanciamento de relacionamentos sociais e uma faixa restrita de expressão emocional em contextos interpessoais, [que] começa no início da idade adulta e se apresenta em variados contextos".
Os critérios são (pelo menos quatro):
1. Não deseja e nem aprecia relações íntimas, incluindo ser parte de uma família.
2. Quase sempre escolhe atividades solitárias.
3. Tem pouca, se alguma, vontade de ter relações sexuais com outra pessoa.
4. Tem prazer em poucas atividades, se alguma.
5. Falta de amigos íntimos ou confidentes que não sejam parentes de primeiro grau.
6. É indiferente às críticas ou elogios.
7. Mostra frieza emocional, distância ou afetividade limitada.

Para o DSM-5, publicado em 2013, foi decidido que o critério de diagnóstico se mantenha idêntico.

### Critérios da CID-10
A CID-10 da Organização Mundial de Saúde define o TPE de forma muito semelhante ao DSM-IV. Segundo a CID-10, são necessários pelo menos 4 destes sintomas:
1. Tem prazer em poucas atividades, se alguma.
2. Mostra frieza emocional, distância ou afetividade limitada.
3. Capacidade limitada para expressar tanto sentimentos de calor e ternura como de ira para com outras pessoas
4. Aparente indiferença às críticas ou elogios.
5. Pouca vontade de ter relações sexuais com outra pessoa (atendendo à idade)
6. Quase sempre escolhe atividades solitárias.
7. Preocupação excessiva com fantasia e introspecção.
8. Falta de amigos íntimos ou confidentes (ou apenas um) e de desejo de os ter
9. Marcada insensibilidade às normas e convenções sociais estabelecidas

Exclui: Síndrome de Asperger, transtorno delirante, transtorno esquizoide da infância, esquizofrenia e transtorno de personalidade esquizotípica

### Critérios de diagnóstico dinâmico
Ralph Klein observou de maneira diversa as crenças comuns sobre esquizoides focadas principalmente no seu aparente desinteresse em relacionamentos. Esclarecendo as causas e condições por trás das características acima, Klein descreveu as cismas no tocante aos relacionamentos com os esquizoides. A separação envolve: (1) o relacionamento "escravo/mestre": caracterizado por exploração, apropriação, e desumanização; e (2) o "Eu em exílio:" o desagradável recuo do relacionamento explorador em que o Eu vai para o exílio. O Eu distante ou sem capacidade de resposta em exílio é o aspecto mais comum e reconhecido do esquizoide. Como Klein declara: "[o] aparente desapego dos sentimentos nunca deve ser aceito como o estado verdadeiro desses casos."
De particular importância é a correlação entre o transtorno narcisista e o esquizoide. Por exemplo, o "se achar com bastante direito" do narcisista em uma família pode resultar no inverso no irmão esquizoide. E também o repúdio do narcisista que é frequentemente absorvido pelo (ou projetado no) esquizoide; assim gerando um sentimento de invasão física, e o desenvolvimento de uma sensação de vulnerabilidade a ingerência. Paradoxalmente, um esquizoide pode ser atraído por relacionamentos exploradores em que anseiam experimentar algo significante, bem como reconhecimento por atender ao desejo de outro. Mas ao mesmo tempo esta pessoa pode estar bastante ciente de quaisquer métodos de corrupção ou exploração fora deste relacionamento. Nessa abordagem o diagnóstico é baseado na dinâmica dessa separação e suas consequências, ao contrário do diagnóstico baseado em uma lista de comportamentos exteriores.[carece de fontes?]

### Critérios de Guntrip
Ralph Klein, Diretor Clínico do Instituto Masterson, define as seguintes nove características da personalidade esquizoide como descritas por Harry Guntrip: introversão, reclusão, narcisismo, autossuficiência, uma sensação de superioridade, perda de afeto, isolamento, despersonalização e regressão psicológica.

#### Introversão
Segundo Guntrip, "Na acepção do termo, o esquizoide é descrito como desligado da realidade do mundo exterior em um sentido emocional. Todos os seus impulsos instintivos e esforços são direcionados intimamente perante objetos internos e ele vive uma vida interior intensa que normalmente se revela de uma surpreendente abundância de fantasia e imaginação quando isso se torna acessível mediante observação. Embora a maior parte da sua vida fantasiosa e variada seja levada adiante secretamente, à distância." O indivíduo esquizoide está desligado da realidade exterior a tal nível que ele ou ela sente que a mesma é perigosa. É uma resposta humana natural fugir de fontes de perigo e se voltar àquelas mais seguras. O esquizoide, portanto, está preocupado primeiramente em evitar o perigo e em garantir segurança.

#### Reclusão
Segundo Guntrip, a reclusão significa desapego do mundo exterior, o outro lado da introversão. Embora existam vários esquizoides que demonstram óbvia reclusão (uma timidez óbvia e evidente, relutância, ou evitação do mundo externo e relações interpessoais), isto define apenas uma pequena parcela de tais indivíduos. Várias pessoas fundamentalmente esquizoides se apresentam com um estilo de personalidade engajada, interativa.
Tal pessoa pode parecer disponível, interessada, engajada, e envolvida em interações com outros; porém, na verdade, ele ou ela está emocionalmente recluso e confinado em um lugar seguro em um mundo interno. Embora a reclusão ou desapego do mundo exterior seja um traço característico da patologia esquizoide, é às vezes explícita ou encoberta. Quando é explícita se encaixa na descrição habitual da personalidade esquizoide. E também frequentemente, é um estado interno oculto e velado do paciente.
Em suma, (1) o que é capturado pelo olhar objetivo pode não ser o que esteja presente no mundo subjetivo e interno do paciente; (2) não se deve confundir introversão por indiferença; e (3) não se deve identificar erroneamente o paciente esquizoide por não se conseguir visualizar a floresta de reclusão do mesmo através das árvores da interação defensiva, compensatória e engajada com a realidade externa.

#### Narcisismo
Guntrip: "Narcisismo é um traço característico que se origina da vida interior predominante dos esquizoides. Seus objetos queridos estão todos no seu íntimo e além disso ele se identifica enormemente com eles de modo a seus apegos instintivos pareçam estar contidos em si mesmo. A pergunta, no entanto, é se a vida interior intensa do esquizoide se deve a um desejo por uma ardente incorporação de objetos externos ou devido à reclusão do mundo exterior para um interno que se imagina ser mais seguro." A necessidade por apego como uma motivação principal é tão forte na pessoa esquizoide como em qualquer outro ser humano. Porém, devido aos objetos queridos do esquizoide serem internos, ele ou ela encontra segurança sem se conectar ou apegar aos objetos no mundo real.

#### Auto-suficiência
Guntrip escreve que "Essa autossuficiência narcisista e introvertida, que se mantém sem relacionamentos externos verdadeiros enquanto todas as relações emocionais são realizadas num mundo interno, é uma cautela contra a ansiedade se manifestando na lida com pessoas de fato." Quanto mais os esquizoides podem confiar em si mesmos, menos eles precisam confiar nos outros ou se expor aos perigos potenciais e ansiedades associadas com essa confiança ou, ainda pior, dependência. A grande maioria dos indivíduos esquizoides demonstram uma enorme capacidade de autossuficiência, pela habilidade de funcionar sozinhos, independentes e autônomos, em gerenciar seus mundos.

#### Sensação de superioridade
Guntrip especifica que "uma sensação de superioridade acompanha naturalmente a autossuficiência. A pessoa não precisa das outras, elas podem ser dispensadas… e isso normalmente acompanha o sentimento de ser diferente das demais." O sentimento de superioridade do esquizoide não tem nada a ver com a arrogância própria do transtorno narcisista. Não encontra terreno no esquizoide através da necessidade de desvalorizar ou aniquilar outros que são tidos como ofensivos, críticos, insultuosos, ou humilhantes. Este tipo de superioridade foi descrita por um jovem esquizoide:
"Se eu sou superior aos outros, se estou acima deles, não preciso deles. Quando eu digo que estou acima dos outros, não significa que eu me ache melhor que eles, e sim que estou distante dos mesmos, a uma distância segura."
É um sentimento de estar horizontalmente (ao invés de verticalmente) distante.

#### Perda da afetividade
De acordo com Guntrip, "A perda da afetividade em situações externas é uma parte inevitável de todo o retrato." Devido ao tremendo investimento feito em si da necessidade de estar autocontido, autossuficiente e independente — há uma inevitável interferência no desejo e habilidade de sentir a experiência do próximo, de ser empático e sensível. Normalmente estas coisas parecem secundárias, um luxo que precisa aguardar até que seja assegurada a posição defensiva e segura do indivíduo. A experiência subjetiva é aquela da perda da afetividade.
Para alguns pacientes, a perda de afeto está presente em tal nível que a insensitividade se manifesta ao extremo como cinismo, insensibilidade, ou até mesmo crueldade. O paciente parece não ter ciência de como seus comentários ou atos afetam e machucam outras pessoas. Mais frequentemente, a perda de afeto é manifestada no íntimo do paciente como genuína confusão, uma sensação de que algo está faltando na sua vida emocional.

#### Isolamento
Segundo Guntrip, "O isolamento é um resultado inevitável da introversão esquizoide e da abolição de relacionamentos interpessoais. Se revela em um intenso desejo de amizade e amor que repetidamente se rompeu. A solidão no meio da multidão é a experiência do esquizoide desligado de uma harmonia emocional." Essa é uma experiência central do esquizoide que é normalmente despercebida pelo observador. Ao contrário da caricatura familiar do esquizoide como frio e insensível, a vasta maioria deles que se tornam pacientes expressam em algum momento no tratamento o desejo de amizade e amor. Este não é o paciente esquizoide descrito nos DSMs. Tal desejo, porém, pode não se revelar exceto na vida fantasiosa do esquizoide, na qual o terapeuta pode não ter acesso concedido por um longo período no tratamento. Se tal desejo é imediatamente presente, no entanto, é mais provável que seja o transtorno de personalidade esquiva.[carece de fontes?]
Há uma pequena parcela de indivíduos esquizoides, que se encaixam na definição clássica do DSM, os quais a esperança de estabelecer relacionamentos é tão pequena que se encontra quase extinta. O desejo por proximidade e apego é quase identificável neste tipo de esquizoide. Estas pessoas não irão se tornar pacientes voluntariamente; o esquizoide que se torna paciente o faz por conta de ambas as motivações de isolamento e anseio. Este tipo de paciente esquizoide acredita que algum tipo de conexão e apego é possível, e é bem adequado à psicoterapia. Contudo a ironia dos DSMs é que eles podem fazer com que o psicoterapeuta se aproxime do paciente esquizoide com um sentimento de pessimismo terapêutico, se não niilismo, lendo erroneamente o mesmo ao acreditar que a desconfiança dele é indiferença e que a sua cautela é frieza.

#### Despersonalização
Guntrip descreve a despersonalização como uma perda da sensação de identidade e individualidade. Despersonalização é uma defesa dissociativa, comumente descrita pelo paciente esquizoide como "dessintonizando," "desligando", ou como uma experiência de separação entre o ego observador e participante. É experimentada mais profundamente por aqueles com transtorno de personalidade esquizoide quando ansiedades parecem esmagadoras. É uma forma mais extrema de perda de afetividade: enquanto a perda de afeto é um estado mais crônico do transtorno de personalidade esquizoide, a despersonalização é uma defesa intensa contra as experiências mais imediatas de ansiedade esmagadora ou perigo.

#### Regressão psicológica
Guntrip definiu a regressão psicológica como "Representando o fato de que a pessoa esquizoide no fundo se sente sobrecarregada pelo mundo externo e está em fuga tanto no seu interior como na regressão da segurança do útero metafórico." Tal processo de regressão abrange dois mecanismos diversos: o interior e o retrocesso. A regressão interior assevera a magnitude da confiança em formas primitivas de fantasia e autocontenção, normalmente de natureza autoerótica ou amorfa. Já o retrocesso para a segurança do útero é um fenômeno único esquizoide e representa a sua forma mais intensa de reclusão defensiva em um esforço de encontrar segurança e evitar a destruição pela realidade externa. A fantasia do retrocesso ao útero é a fantasia da regressão a um lugar de segurança definitiva.
A descrição das nove características primeiramente articuladas por Guntrip põe mais claramente em foco algumas das maiores diferenças que existem entre a tradição descritiva (DSM e ICD) do transtorno esquizoide e a visão de inspiração psicanalítica (relações de objeto). Todas as nove características são internamente consistentes. A maioria, se não todas, devem estar presentes para se diagnosticar um transtorno esquizoide.

## Perfil fenomenológico de Akhtar
Num artigo publicado no American Journal of Psychotherapy, Salman Akhtar, M.D., fornece uma descrição alargada do Transtorno de Personalidade Esquizoide, sintetizando as descrições clássicas e contemporâneas com observações psicanalíticas.
Este perfil é sumarizado na tabela reproduzida abaixo, listando manifestações clínicas em seis áreas de comportamento psicossocial e designadas como "abertas" e "encobertas".
Note-se que tal não pretende significar que haja dois tipos de esquizoides ("abertos" e "encobertos"), mas que cada indivíduo esquizoide tende a ter uma faceta "aberta" que mostra ao mundo e uma faceta "encoberta" que raramente revela.
| Área                    | Características | Características |
| Área                    | Aberto | Encoberto |
| ----------------------- | --- | --- |
| Autoconceito            | - complacente - estoico - não competitivo - autossuficiente - pouco assertivo - sentindo-se inferior e um "estranho" na vida                                                                                                  | - cínico - inautêntico - despersonalizado - alternativamente sentindo-se vazio ("como um robô") ou cheio de fantasias onipotentes e vingativas - grandiosidade oculta                                                                                    |
| Relações interpessoais  | - afastado - indiferente - poucos amigos chegados - impermeável às emoções dos outros - medo de intimidade | - extremamente sensível - profundamente curioso - sedento de amor - invejoso da espontaneidade alheia - necessitando intensamente de envolvimento com os outros - capaz de excitação com amigos íntimos cuidadosamente escolhidos                        |
| Adaptação social        | - prefere atividades recreativas e ocupacionais solitárias - marginal ou ecleticamente sociável em grupos - vulnerável a movimentos esotéricos devido a uma forte necessidade de pertença - tendência à preguiça e indolência | - falta de clareza nos objetivos - fraca afiliação étnica - usualmente capaz de regularidade no trabalho - por vezes bastante criativo, podendo fazer contribuições únicas e originais - capaz de persistência apaixonada em certas esferas de interesse |
| Amor e sexualidade      | - assexual, por vezes celibatário - sem interesse românticos - aversão a boatos e insinuações sexuais | - interesses voyeuristicos secretos - vulnerável à erotomania - tendência a perversões compulsivas |
| ética, padrões e ideais | - convicções morais e políticas idiossincráticas - tendência para interesses espirituais, místicos e parapsicológicos | - instabilidade moral - ocasionalmente contundentemente amoral e vulnerável a crimes bizarros, outras vezes autossacrificando-se altruisticamente |
| Estilo cognitivo        | - distraído - absorto em fantasia - discurso vago e empolado - alternando entre a eloquência e o discurso pouco articulado | - pensamento focado em si próprio - flutuações entre agudo contato com a realidade exterior e a hiper-reflexão acerca de si - uso autocêntrico da linguagem                                                                                              |

## Sinais e sintomas
Pessoas com TP Esquizoide são vistas como distantes, frias e indiferentes, o que causa alguns problemas sociais. A maioria dos indivíduos diagnosticados com TP Esquizoide tem dificuldade em estabelecer relacionamentos sociais ou expressar seus sentimentos em uma maneira significativa, e podem permanecer passivos em face de situações desfavoráveis. A maneira destes se comunicarem com outras pessoas às vezes pode ser indiferente e concisa. Por causa da carência de comunicação com outras pessoas, aquelas que são diagnosticadas com TP Esquizoide não são capazes de ter uma reflexão de si mesmas e o quanto eles conseguem se dar bem com os outros.
A reflexão é importante para estes se tornarem mais conscientes de si mesmos e suas próprias ações em ambientes sociais. R. D. Laing sugere que sem ser preenchido com injeções interpessoais de realidade, ocorre um empobrecimento na própria imagem pessoal que se tem, tornando-se mais e mais vazia e volátil, fazendo o próprio indivíduo se sentir irreal.
De acordo com Gunderson, pessoas com o transtorno se sentem "perdidas" sem a companhia daquelas que normalmente estão acompanhadas porque precisam de segurança e estabilidade. Contudo, quando o espaço pessoal do paciente é violado, ele se sente sufocado e com uma necessidade de se libertar e ser independente. As pessoas que têm o transtorno são mais felizes quando estão num relacionamento em que o parceiro coloca poucas exigências emocionais ou íntimas nelas, já que não são as pessoas por si só que elas querem evitar, mas ambas as emoções negativas e positivas, intimidade emocional, e autorrevelação.
Isso significa que é possível para indivíduos esquizoides formar relacionamentos com outros baseados em atividades intelectuais, físicas, familiares, ocupacionais e recreacionais, se esses modos de relacionamento não exigirem ou forçarem a necessidade de intimidade emocional, o que o indivíduo irá rejeitar.
Donald Winnicott resume a necessidade do esquizoide de modular interações emocionais com outros com seu comentário de que estes indivíduos "preferem formar relacionamentos nos seus próprios termos e não nos termos dos impulsos de outras pessoas", e se não puderem fazê-lo, preferem o isolamento.
Um paciente com TPE comentou que não podia aproveitar plenamente a vida porque sentia que estava vivendo numa concha. Além disso, observou que sua inabilidade perturbava sua esposa. Segundo Beck e Freeman, "Pacientes com transtornos de personalidade esquizoide se consideram observadores, ao invés de participantes, no mundo à sua volta."

### Estilo de apego evitativo
A questão de se o TP Esquizoide se qualifica com um pleno transtorno de personalidade ou apenas como um estilo de apego evitativo é controversa. Se aquilo a que chamamos transtorno de personalidade esquizoide é nada mais que um estilo de apego que exige uma proximidade emocional mais distante, então várias das reações problemáticas que estes indivíduos demonstram em situações interpessoais podem ser parcialmente atribuídas aos julgamentos sociais normalmente feitos sobre aqueles com este estilo. Até o momento várias fontes confirmaram a sinonímia entre TP Esquizoide e o estilo de apego evitativo, o que deixa em aberto a questão de como os pesquisadores podem abordar o assunto da melhor maneira em futuros manuais de diagnóstico e na prática terapêutica. Porém, por regra o motivo porque os indivíduos com TP Esquizoide não buscam interações sociais é meramente por ausência interesse, enquanto aqueles com estilo de apego evitativo podem estar de facto interessados em interagir com os outros, mas sem estabelecerem ligações muito profundas ou prolongados por terem pouca tolerância para qualquer tipo de intimidade.

### Sexualidade Esquizoide
As pessoas com TP Esquizoide são às vezes sexualmente apáticas, embora não sofram normalmente de anorgasmia. Muitos esquizoides têm uma vontade sexual normal mas alguns preferem a masturbação ao invés de lidar com os aspectos sociais de buscar um parceiro sexual. Por isso, as necessidades sexuais destes podem parecer menores que aqueles que não tem TP Esquizoide, já que preferem permanecer sozinhos e dissociados. Quando praticam sexo, indivíduos com TP Esquizoide frequentemente sentem que seu espaço pessoal está sendo violado, e normalmente acreditam que a masturbação ou abstinência sexual é preferível à proximidade emocional que eles precisam tolerar quando fazem sexo. Expandindo significativamente esse retrato, há notáveis exceções de indivíduos com TP Esquizoide que se engajam em ocasionais ou mesmo frequentes atividades sexuais com outros.
Harry Guntrip descreve o "affair sexual secreto" introduzido por alguns indivíduos esquizoides casados como uma tentativa de reduzir a quantidade de intimidade emocional focada num único relacionamento, um sentimento ecoado pela personalidade resignada descrita pela  psicoanalista alemã Karen Horney que pode excluir o sexo como sendo "muito íntimo para um relacionamento permanente, e no lugar satisfazer suas necessidades sexuais com um estranho. Contrariamente, ele pode mais ou menos restringir um relacionamento meramente a contatos sexuais e não compartilhar outras experiências com o parceiro."
Mais recentemente, Jeffrey Seinfeld, professor de serviços sociais na New York University, publicou um volume sobre o TP Esquizoide em que detalha exemplos de "fome esquizoide" que pode se manifestar como promiscuidade sexual,dando o exemplo de uma mulher esquizoide que ia sorrateiramente a vários bares se encontrar com outros homens pelo propósito de gratificação sexual, mas impessoal, um ato que, segundo Seinfeld, aliviava seus sentimentos de desejo e vazio.

### O 'Esquizoide secreto'
De acordo com Ralph Klein, existem vários indivíduos essencialmente esquizoides que se apresentam como engajados, com um estilo de personalidade interativa que contradiz as características observáveis enfatizadas pelas definições do DSM-IV e ICD-10 da personalidade esquizoide. Klein classifica estes indivíduos como esquizoides secretos, se apresentando como socialmente disponíveis, interessados, engajados e envolvidos em interações aos olhos de observadores, enquanto ao mesmo tempo permanecem emocionalmente reclusos e contidos na segurança do seu mundo interno.
Embora a reclusão e desapego do mundo exterior seja um traço característico da (alegada) patologia esquizoide, é às vezes clássica e às vezes secreta. Quando é clássica, se encaixa na típica descrição da personalidade esquizoide demonstrada no DSM-IV. No entanto, segundo Klein, é "frequentemente" um segredo, um estado oculto interno do paciente em que o que pode ser capturado pelos observadores pode não estar presente no mundo interno e subjetivo do paciente. Klein então adverte que não se deve deixar de identificar o paciente esquizoide porque não se pode ver a reclusão do mesmo através da defensiva, compensatória e engajada interação com a realidade exterior. E sugere que só se precisa perguntar ao paciente qual é a sua experiência subjetiva de modo a se detectar a presença da recusa esquizoide de intimidade emocional.
Descrições da personalidade esquizoide como "oculta" por trás de uma aparência exterior de engajamento emocional tem sido reconhecidas até mesmo em 1940 com a descrição de Fairbairn do 'exibicionismo esquizoide,' no qual ele observa que o indivíduo esquizoide é capaz de expressar bastante sentimento e criar o que parecem ser contatos sociais impressionantes enquanto na realidade está dando nada e perdendo nada; porque ele está apenas "desempenhando um papel," sua própria personalidade não é envolvida. Segundo Fairbairn, "a pessoa renega a parte em que está desempenhando, portanto o indivíduo esquizoide busca preservar sua própria personalidade intacta e imune de compromisso."
Referências adicionais sobre o "esquizoide secreto" vem de Masud Khan, Jeffrey Seinfeld, e Philip Manfield, que dá uma descrição palpável de um indivíduo esquizoide que na verdade "aprecia" compromissos de falar em público, mas sente uma grande dificuldade durante os intervalos quando membros da plateia tentam interagir emocionalmente com ele. Essas referências expõem os problemas envolvidos em se ater singularmente em observações de comportamento exterior para se avaliar a presença de transtornos de personalidade em certos indivíduos.

## Causas
Há evidências que sugerem um aumento na incidência do transtorno de personalidade esquizoide em parentes de pessoas com esquizofrenia ou transtorno de personalidade esquizotípica. Para Sula Wolff, que realizou extensa pesquisa e trabalho clínico com crianças e adolescentes com sintomas esquizoides, "a personalidade esquizoide tem uma base constitucional, provavelmente genética". Outros pesquisadores levantam a hipótese de que uma educação desafeiçoada, negligente, ou excessivamente perfeccionista poderia ter um papel nisso.

## Diagnóstico diferencial
O Transtorno Esquizoide tem semelhanças com outras condições psicológicas, mas com importantes características distintivas:
- Depressão: Embora as pessoas com TP Esquizoide possam também sofrer de depressão, isto não é certamente sempre o caso. Ao contrário das pessoas deprimidas, o esquizoides geralmente não se consideram inferiores ao outros, embora provavelmente reconhecerão que são diferentes.
- Transtorno de personalidade esquiva: ao contrário destes, os esquizoides não evitam a interação social devido à ansiedade ou sentimentos de incompetência, mas porque são genuinamente indiferentes ao relacionamento social; no entanto, segundo um estudo de 1989[37] detectou-se que as personalidades esquizoide e esquiva demonstram níveis equivalentes de ansiedade, depressão e tendências psicóticas em comparação a outros pacientes controlados por psiquiatras. "Um paciente com TP esquizoide observou que o conhecimento prévio, as expectativas e suposições poderiam resultar nesses níveis elevados. Os pacientes podem mentalmente simular cenários ameaçadores para diluir os efeitos negativos, se um vier a ocorrer.".

- Transtorno de personalidade esquizotípica: O Transtorno Esquizoide distingue-se do Esquizotípico pela ausência de distorções cognitivas ou perceptivas, como ilusões ou delírios.
- Autismo de alta funcionalidade e Síndrome de Asperger: ao contrário destas Perturbações do Espectro do Autismo, o Transtorno Esquizoide não envolve déficit na comunicação não-verbal ou um padrão de interesses restritos e comportamentos repetitivos (como a adesão rígida a rotinas ou um interesse obsessivo por um tópico restrito). Comparado com a SA, o Transtorno Esquizoide é caracterizado por maior tendência a transtornos de conduta, melhor ajustamento na idade adulta, e um ligeiramente maior risco de esquizofrenia.[38]

## Problemas associados
Mediante stress, algumas pessoas com personalidade esquizoide podem ocasionalmente experimentar breves instantes de reação psicótica.
Indivíduos esquizoides também são propensos a desenvolver dependência patológica de atividades fantasiosas concomitante ao seu afastamento do mundo. Vista por essa ótica, a fantasia constitui um componente chave do exílio pessoal, embora num exame mais próximo, fantasiar nos indivíduos esquizoides é bem mais complicado que um meio de facilitar a reclusão. A fantasia é também um relacionamento com o mundo e com outros por meio de uma "procuração". É um relacionamento substituto, mas um relacionamento de qualquer forma, caracterizado por mecanismos idealizados, defensivos e compensatórios, livre das ameaças e ansiedades associadas com a conexão emocional às pessoas e situações reais.
De acordo com Klein, "é uma expressão de si mesmo num esforço de se conectar aos objetos, embora objetos internos. A fantasia permite aos pacientes esquizoides se sentir conectados, e ao mesmo tempo livres do aprisionamento dos relacionamentos. Em suma, em fantasia, alguém pode ser apegado (aos objetos internos) e ainda assim ser livre."
Esse aspecto da patologia esquizoide foi generosamente elaborado em trabalhos de Laing (1960); Winnicott (1971); e Klein (1995).
De acordo com Seinfeld, indivíduos esquizoides frequentemente agem sob efeito de substâncias, abuso de álcool ou outros vícios que servem como substitutos para relações humanas. O substituto de um objeto humano por um não-humano serve como defesa esquizoide. Dando exemplos de como o indivíduo esquizoide cria uma relação pessoal com a droga, Seinfeld explica como "um viciado chamava a heroína de seu 'mascote branca e tranquilizadora'. Outro se referia ao crack como sua "mãe malvada". Eu conhecia uma viciada que considerava o crack seu 'namorado'. Nem todos os viciados dão nomes às drogas, mas normalmente se observa o traço de um sentimento pessoal com aquele relacionamento."
Na visão do relacionamento com os objetos, é enfatizado que o uso de drogas e alcoolismo reforçam a fantasia de união com um objeto interno, enquanto possibilitam ao viciado ser indiferente ao objeto do mundo exterior. O vício é portanto visto como uma defesa esquizoide e simbiótica.
S. C. Ekleberry sugere que a maconha "pode ser a droga simples mais egosintônica para indivíduos com TP esquizoide porque permite um estado dissociado de fantasia e distância de outros, provendo uma experiência interna mais rica do que esses indivíduos podem normalmente criar, e reduz o senso interno de vazio e fracasso de participar na vida. E também, o álcool, já pronto/seguro para obtenção, é outra escolha óbvia como droga para estes indivíduos. Alguns ainda usam ambos (maconha e álcool) e vêem quase nenhum sentido em largar um dos dois. São mais propensos a usar em isolamento para o efeito nos processos internos."
De acordo com Ralph Klein, o suicídio também pode ser um tema recorrente em indivíduos esquizoides, no entanto eles não são propensos a tentar um. Podem ficar cabisbaixos e deprimidos quando todas as conexões possíveis foram cortadas, mas enquanto houver algum relacionamento ou mesmo esperança de um, o risco será baixo. A ideia de suicídio é uma força contrária às defesas da pessoa esquizoide. Como Klein afirma: "Para alguns pacientes esquizoides, sua presença é como um fraco e quase impossível de discenir som de fundo, e raramente alcança um nível em que se manifesta na consciência. Para outros, é uma presença sinistra, uma espada emocional de Dâmocles. De qualquer maneira, é um temor subjacente que todos experimentam."

## Tratamento
Devido ao fato dos traços esquizoides serem bastante parecidos com os sintomas negativos da esquizofrenia, antipsicóticos atípicos podem ser eficazes em aliviar os mesmos. Aqueles que não buscam tratamento tem a opção da medicação ou terapia. Para a medicação, o transtorno de personalidade esquizoide parece ter os sintomas negativos da esquizofrenia como anedonia, embotamento afetivo, e baixo estímulo. A medicação que foi mais usada recentemente para tratar os sintomas negativos é a risperidona. Antes da mesma não havia medicamentos psicotrópicos que provocavam um impacto nos sintomas negativos.
Segundo Joseph, baixas doses de risperidona ou olanzapina também funcionam para os problemas de déficit social e embotamento afetivo; Wellbutrin (bupropion) para a anedonia. Ademais, o uso de ISRSs, TCAs, IMAOs, pequenas doses de benzodiazepines, e beta-bloqueadores, podem ajudar com a ansiedade social no TPE. Porém, ansiedade social pode não ser uma preocupação principal para pessoas que tenham TPE. Terapia de apoio também é utilizada em condições de pacientes que permanecem nas clínicas ou as visitam por um profissional treinado que se concentra em áreas como: habilidades de lidar com problemas, melhorar habilidades e interações sociais, comunicação, e problemas de auto-estima. Mark Zimmerman sugeriu as seguintes questões para avaliação de pacientes com TPE:
- Você tem relacionamentos próximos com amigos ou família? Se sim, com quem? Se não, isso lhe incomoda?
- Você gostaria de ter relacionamentos próximos com outros?
- Algumas pessoas preferem passar o tempo sozinhas, outras na companhia de pessoas. Como você se descreveria?
- Você escolhe com frequência fazer as coisas sozinho?
- Se incomodaria de ficar um bom tempo sem relações sexuais? Sua vida sexual parece importante ou você poderia numa boa ficar sem ela?
- Que tipo de atividades você gosta?
- Você desabafa com alguém que não seja um familiar próximo?
- Como você reage quando alguém te critica?
- Como você reage quando alguém te elogia?

No processo de avaliação, deve ser observado se estes indivíduos fazem contato com os olhos, sorriem ou expressam afeto de forma não-verbal.
Segundo Beck e Freeman, pessoas com TPE possuem "percepção defeituosa de varredura que é caracterizada por uma tendência de perder diferenças e difundir os variados elementos da experiência." A percepção de eventos varados apenas aumenta seu medo por intimidade e os limita em suas relações interpessoais. E também por conta da sua indiferença, esta barreira não permite que eles usem suas habilidades sociais e comportamento para ajudá-los a perseguir relacionamentos.
Portanto, grupos de socialização podem ajudar estas pessoas com TPE. Como dito por Will, estratégias educacionais também funcionam com pessoas que tem TPE ao fazê-los identificar suas emoções positivas e negativas. Eles usam a identificação para aprender sobre suas próprias emoções; as emoções que extraem dos outros; e sentirem as emoções comuns com as outras pessoas que se relacionam. Isso pode ajudar as pessoas com TPE a criar empatia com o mundo exterior.

### Tratamento a curto-prazo
De acordo com Ralph Klein, Diretor Clínico do Instituto Masterson, o conceito do compromisso próximo significa que o paciente esquizoide pode ser encorajado a experimentar posições intermediárias entre os extremos da proximidade emocional, e o exílio permanente.
Como mencionado por Laing, sem ser enriquecido por injeções de realidade interpessoal, ocorre um empobrecimento onde a autoimagem do indivíduo esquizoide se torna mais e mais vazia e volatilizada, levando o mesmo a se sentir irreal. Portanto, para criar uma interação mais adaptável e autoenriquecedora com os outros em que a pessoa se "sinta real", o paciente é encorajado a se arriscar ao criar menos distância pessoal através de uma ligação e comunicação maior, e compartilhamento de ideias, sentimentos e ações. O compromisso próximo significa que enquanto a vulnerabilidade do paciente esquizoide a essas ansiedades não é superada, é modificada e gerenciada de maneira mais adaptável. Aqui o terapeuta repetidamente transmite ao paciente que a ansiedade é inevitável, porém pode ser controlada, sem a ilusão de que a vulnerabilidade esquizoide a essa ansiedade pode ser permanentemente dispensada. O fator limitante é o momento em que os perigos da intimidade se tornam esmagadores e o paciente precisa novamente se refugiar.
Klein sugere que o compromisso próximo precisa ser diretamente colocado como responsabilidade do paciente; "Me parece que para conquistar seus objetivos, é preciso dar a cara à tapa," ou "Parece que seu desejo de vir aqui (para tratamento) e lidar com as suas ansiedades precisa ser refletido pelo seu desejo de se desafiar fora daqui," ou "Me parece que seus esforços de se conectar comigo são apenas a metade da batalha; a outra precisa ser travada num ambiente mais perigoso da sua vida fora deste escritório," isto é, o terapeuta está sempre comunicando que essas são as impressões dele.
Ele ou ela não está lendo a mente do paciente ou impondo uma agenda, simplesmente está fazendo uma colocação. E também, a posição do terapeuta é uma extensão do desejo do seu paciente ("seus objetivos," "seu desejo," e "seus esforços"). Finalmente, o terapeuta especificamente direciona atenção para a necessidade de empregar estas ações fora do ambiente da terapia.

### Terapia a longo-prazo
Klein sugere que trabalhar através é a segunda camada mais longa do trabalho psicoterapêutico com pacientes esquizoides. Seus objetivos são mudar fundamentalmente as velhas formas de sentir e pensar, e livrar a si mesmo da vulnerabilidade de se vivenciar estas emoções associadas com antigos sentimentos e maneiras de pensar. Uma nova atividade terapêutica de 'lembrar com sentimento' é exigida.
Deve-se relembrar com sentimento o resultado da existência do Falso Eu através da infância. (O conceito do Falso Eu e Eu Verdadeiro se origina de D. W. Winnicott, e é visto como representativo da fenomenologia esquizoide). Isso significa que a pessoa deve recordar as condições e proscrições que foram impostas na liberdade do indivíduo para experimentar o Seu Eu em companhia dos outros. Finalmente, lembrar com sentimento leva o paciente a entender que ele ou ela não possuía escolha no processo de desenvolver uma postura esquizoide perante os outros. O paciente não teve oportunidade de escolher de uma seleção de maneiras possíveis de experimentar o Seu Eu e se relacionar com os outros, ao invés disso, tinha poucas (se alguma) opção. O Falso Eu era simplesmente a melhor maneira na qual ele poderia sentir reconhecimento repetitivo e previsível, afirmação, e aprovação (as necessidades emocionais necessárias para sobrevivência emocional), enquanto se protegia dos efeitos associados com a depressão do abandono.
Se o objetivo da terapia a curto-prazo é fazer com que os pacientes entendam que não são o que aparentam ser e podem agir de maneira diferente, então o objetivo a longo-prazo de se trabalhar através é para aqueles que querem entender quem e o que são como seres humanos, o que realmente são e o que contém de verdade. O objetivo de se trabalhar através não é alcançado pela descoberta súbita do paciente de uma habilidade oculta e fomada, um Eu criativo e interior, mas um processo gradual de se libertar do confinamento da depressão do abandono de maneira a alcançar a oportunidade de descobrir um potencial. É um processo de experimentação com os elementos espontâneos, não-reativos, que podem ser sentidos nos relacionamentos com os outros.
Trabalhar através da depressão do abandono é um processo complicado, longo e conflitante, que pode se revelar uma experiência demasiadamente dolorosa em termos do que é lembrado e o que deve ser sentido. Envolve a lamentação e o sofrimento, pela perda da ilusão de que o paciente tinha apoio adequado para as emergências do Eu Verdadeiro. E também é uma lamentação pela perda de uma identidade, o Falso Eu, que a pessoa construiu e pelo qual ele ou ela negociou a maior parte da sua vida. O desmonte do Falso Eu exige a renúncia da única maneira de ser que o paciente tem conhecimento na sua interação com os outros, uma interação que não era mais do que uma experiência organizada porém instável do seu Eu, não importando o quão falsa, defensiva, ou destrutiva aquela identidade pudesse ser.
Segundo Klein o desmonte do Falso Eu "deixa um Eu Verdadeiro debilitado com a oportunidade de converter seu potencial e suas possibilidades em factualidades." O processo de se trabalhar através traz consigo recompensas próprias, as quais o elemento mais importante em uma nova autoconsciência é a realização crescente pelos indivíduos é de que eles tem uma necessidade interna fundamental de se relacionar, que podem expressar em uma variedade de maneiras. "Apenas pacientes esquizoides", sugere Klein, "que trabalharam através da depressão do abandono irão finalmente acreditar que a capacidade de se relacionar e o desejo pela mesma são tecidos na estrutura dos seus seres, que são de fato parte do que eles são e o que contém como seres humanos. É este sentimento que por fim permite ao paciente esquizoide se sentir intimamente conectado com a humanidade de maneira mais geral, e particularmente com outra pessoa. Para o paciente esquizoide, esse grau de certeza é a revelação mais gratificante, e um novo e profundo organizador da experiência do Eu."

## História
O termo "esquizoide" foi criado em 1908 por Eugen Bleuler para designar uma tendência para dirigir a atenção para a vida interior em vez de para o mundo exterior, um conceito próximo da "introversão" de Carl Jung. Bleuler também designou o exagero mórbido mas não-psicótico dessa tendência como a "personalidade esquizoide".
Desde então, os estudos sobre a personalidade esquizoide têm seguido dois caminhos distintos: por um lado, a tradição da psiquiatria descritiva, que se foca no comportamento observável e nos sintomas descritíveis, que é exposta nas descrições apresentadas no DSM e na CID; por outro lado, a tradição da psiquiatria dinâmica, que inclui o estudo das causas ocultas e/ou inconscientes da personalidade.
A tradição descritiva começa com a descrição que Ernst Kretschmer (1925) faz do comportamento esquizoide, que ele catalogou em três tipos de características: (1) insociabilidade, tranquilidade, reserva, seriedade e excentricidade; (2) timidez, segredo sentimental, sensibilidade, nervosismo, excitabilidade e gosto pela natureza e pelos livros; e (3) docilidade, amabilidade, honestidade, indiferença, silêncio e atitudes emocionais frias. Nessas características podemos ver as raízes da divisão (no DSM-IV) do caráter esquizoide  em três diferentes transtornos de personalidade, embora o próprio Kretschmer não concebesse a separação desses comportamentos até ao ponto do isolamento radical entre eles, considerando, em vez disso, que eles se encontram simultaneamente presentes nos indivíduos esquizoides. Para Kretschmer a maioria dos esquizoides não são ou hipersensíveis ou frios, mas hipersensíveis e frios "ao mesmo tempo" em diferentes proporções relativas, com uma tendência para se moverem entre estas dimensões de um comportamento para o outro.
O segundo caminho,  da psiquiatria dinâmica, começou com a observação por Eugen Bleuler (1924) de que a pessoa esquizoide e a patologia esquizoide não são entidades que possam ser separadas. Em 1940, W.R.D.Fairbairn apresentou o seu trabalho sobre a personalidade esquizoide, onde a maior parte do que é hoje conhecido sobre o fenómeno esquizoide pode ser encontrado. Aí Fairbairn referiu quatro temas esquizoides centrais: primeiro, a necessidade de regular a distancia interpessoal como um foco central de preocupação; segundo, a habilidade para mobilizar as defesas de auto-preservação e autoconfiança; terceira, uma difusa tensão entre a necessidade carregada de ansiedade de ligação e a necessidade defensiva de distancia, que se manifesta exteriormente como indiferença; e, em quarto, uma super-valorização do mundo interior face ao mundo exterior. Na sequência de Fairbairn, continuaram a serem feitos ricos estudos sobre o caráter esquizoide, nomeadamente por autores como Nannarello (1953), Laing (1960), Winnicott (1965), Guntrip (1969), Khan (1974), Akhtar (1987), Seinfeld (1991), Manfield (1992) e Klein (1995).
Alguns psiquiatras consideraram esquizoides (ou, pelo menos, como tendo "marcados sintomas") personalidades como Ludwig Wittgenstein, Isaac Newton, Albert Einstein ou Theodore Kaczynski.

## Prevalência
As estimativas da prevalência do transtorno são variadas,  com valores entre os 0,5% e os 7% da população. Segundo a Associação de Psiquiatria Americana a sua prevalência estará entre 3,1% e 4% da população.
O Transtorno de Personalidade Esquizoide é raro em contextos clínicos (ocorrendo normalmente um pouco mais nos homens), embora tal possa ser devido aos indivíduos afetados raramente procurarem auxilio psiquiátrico — Philip Manfield, no livro Split Self, Split Object (1992), comenta sobre a baixa prevalência de portadores deste transtorno: "Eu acredito que a condição esquizoide é bem mais comum, compreendendo provavelmente em torno de 40% de todos os transtornos de personalidade. Esta grande discrepância se deve muito provavelmente ao fato de que indivíduos com o transtorno esquizoide são menos propensos a buscar tratamento que os demais com outros transtornos do Eixo II."
Um estudo da University do Colorado (Colorado Springs) comparando os transtornos de personalidade com os tipos de personalidade MBTI detetou que este transtorno tem uma correlação significativa com as preferências "introversão" (por oposto a "extroversão") e "razão" (por oposto a "sentimento").